# نايف (اسم)
نَايِف هو اسم علم مذكر من أصل عربي، ومعناه هو المرتفع، العالي، المشرف.

## شخصيات تحمل الاسم
- نايف بن عبد العريز آل سعود (أمير وولي عهد سابق في المملكة العربية السعودية).
- نايف بن عبد الله الأول (الابن الاصغر لعبد الله الأول بن الحسين أول ملوك المملكة الأردنية الهاشمية).
- نايف جابر الأحمد الصباح (أمير كويتي راحل وأحد أبناء الأمير جابر الأحمد الصباح).
- نايف بن فواز الشعلان (دبلوماسي وأمير سعودي).
- نايف هزازي (لاعب كرة قدم سعودي).